# 大城敬三
大城 敬三（おおしろ けいぞう、1923年8月15日 - 2020年6月9日）は、日本で活動した韓国国籍の実業家、馬主。
パチンコホールや飲食店を経営する大和商事株式会社の代表取締役会長を務めていた。在日韓国商工会議所の副会長である徐正一（大城正一）は息子。

## 経歴
在日朝鮮人で本名は徐海注、のちに韓国籍に変更。多額の送金が認められ韓国政府から国民勲章「木蓮章」を贈られているほどの民団の大物。
2020年6月9日、病気のため死去。96歳没。

## 馬主活動

大城の勝負服

日本中央競馬会（JRA）および地方競馬全国協会（NAR）に登録していた馬主としても知られた。勝負服の柄は青、白一本輪、白袖、冠名には会社名より「ダイワ」を用いた。当初は会社名義で馬主登録していたが、2004年に自身の個人名義に変更する。
馬主となったのは、大城が義弟に「友人と北海道にセリ市に行くが、一緒に行きませんか」と持ちかけられ、元から競馬に関心があったことから来場していた大井競馬場の調教師である矢作和人に馬を落札してもらったことによる。その時に手に入れた馬はダイワホマレと名付けられ、自身の初の所有馬ながら8勝を挙げる活躍を見せた。
2020年6月9日に死去した直後にエプソムカップを制したダイワキャグニーなど、所有馬は長男である正一に引き継がれたが、2023年1月18日付で唯一のJRA現役競走馬となっていたダイワキャグニーが登録抹消されたため、大城名義（冠名「ダイワ」）のJRAでの現役馬がいなくなった。

### 来歴
- 1973年 - 1月21日、大井競馬で馬主資格を取得[1]。
- 1978年 - 4月6日、JRAの馬主資格を取得[1]。
- 2004年 - ダイワメジャーが皐月賞を制し、GI競走初制覇[1]。

## 主な所有馬
大城敬三名義（名義変更前の成績は除く。大和商事名義の所有馬・戦績については大和商事#馬主活動を参照。）

### GI級競走優勝馬
- ダイワメジャー（2005年ダービー卿チャレンジトロフィー、マイルチャンピオンシップ2着、2006年マイラーズカップ、毎日王冠、天皇賞・秋、マイルチャンピオンシップ、有馬記念3着、2007年安田記念、マイルチャンピオンシップ、ドバイデューティーフリー3着、有馬記念3着）
- ダイワスカーレット（2007年桜花賞、ローズステークス、秋華賞、エリザベス女王杯、有馬記念2着、2008年産経大阪杯、有馬記念1着、天皇賞・秋2着）

### 重賞競走優勝馬
- ダイワエルシエーロ（2005年マーメイドステークス）
- ダイワレイダース（2005年七夕賞）
- ダイワパッション（2005年フェアリーステークス、2006年フィリーズレビュー）
- ダイワワイルドボア（2008年セントライト記念）
- ダイワファルコン（2012年福島記念、2013年福島記念）
- ダイワマッジョーレ（2013年京王杯スプリングカップ、2015年阪急杯）
- ダイワキャグニー（2020年エプソムカップ）